# Раникунда
Раникунда (Радегунда; лат. Ranicunda или Radegunda; возможно, умерла в 512) — королева лангобардов (510—512) по браку с королём Вахо из династии Летингов.

## Биография
О Раникунде и связанных с ней событиях сообщается в нескольких раннесредневековых исторических источниках: «Истории франков» Григория Турского, трактате «Historia langobardorum Codicis Gothani» и «Истории лангобардов» Павла Диакона.
Раникунда была дочерью короля тюрингов Бизина и его второй супруги лангобардки Мении. Её братьями были Герменефред, Бертахар и Бадерих. После смерти Бизина в 510 году его сыновья стали совместно править владениями отца. Королева же Мения по неизвестным причинам покинула Тюрингию и вместе с дочерью возвратилась к своим лангобардским родственникам. Здесь Мения снова вышла замуж за неизвестного по имени члена рода Гаузы (её сыном в этом браке был Аудоин). Раникунда же была выдана замуж за короля Вахо, став первой супругой этого монарха. Это был первый из династических браков, заключённых Вахо с правителями соседних государств. Однако так и оставшийся бездетным брак Раникунды и Вахо был недолгим: уже в 512 году король вступил во второй брак с Аустригузой, дочерью короля гепидов Гелемунда.
Точно неизвестно, при каких обстоятельствах Вахо заключил свой второй брак. Скорее всего, он женился на Аустригузе после скоропостижной смерти Раникунды. Однако возможно, что ради политических выгод, которые сулил новый брак, король лангобардов изгнал свою первую супругу. Также высказывается мнение, что следуя языческим традициям, всё ещё сильным в то время среди лангобардов, Вахо мог иметь одновременно несколько жён.
Предполагается, что близкое родство Аудоина с королём Вахо через Раникунду было причиной назначения того в 540 году опекуном Вальтари, малолетнего сына и наследника короля лангобардов.